# Johann Andreas Tyroff

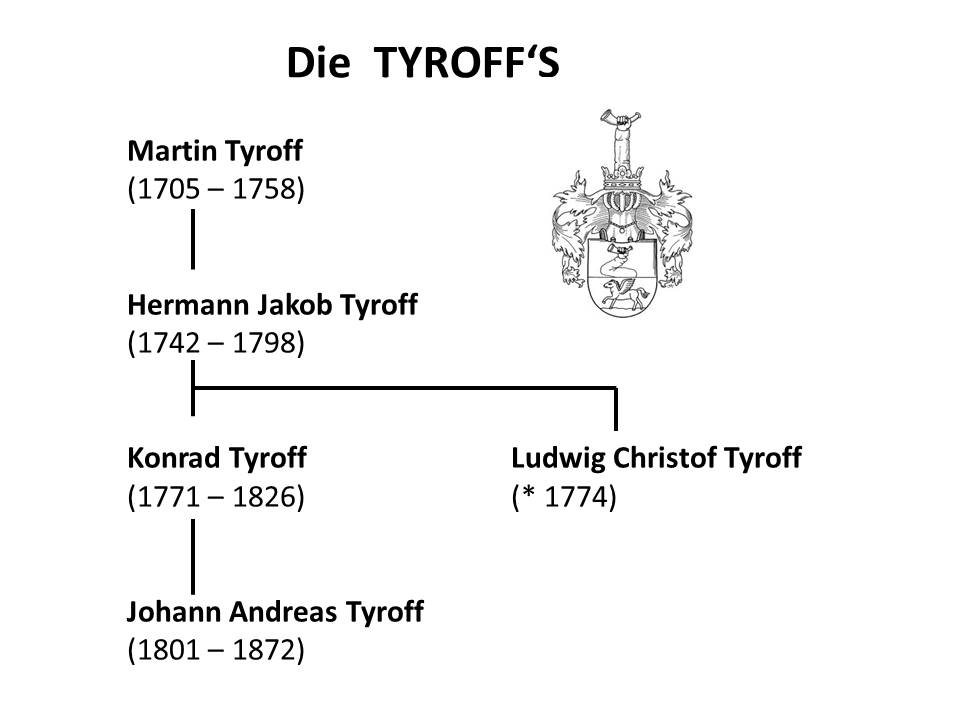
nächste Verwandtschaft Johann Andreas Tyroffs

Johann Andreas Friedrich Tyroff (* 21. Oktober 1801; † 24. November 1872) war ein deutscher Verleger, Kupferstecher und Herausgeber einiger Wappenbücher. Er war Angehöriger der Nürnberger Familie Tyroff und Sohn des Konrad Tyroff.

## Leben
Nach dem Tod seines Vaters übernahm er dessen Betrieb. Dieser wies zu diesem Zeitpunkt stark rückläufige Tendenzen auf.
Bis 1831 verbesserte sich das Tyroff’sche Geschäft mit Johann Andreas Tyroffs Herausgabe zweier Wappenbücher den Adel des Königreichs Bayern bzw. der preußischen Monarchie betreffend. Aus diesem Grund wagte sich Tyroff mit Erfolg an das Wappenbuch der Österreichischen Monarchie. Tyroff gab Zeit seines Lebens über hundert Bände verschiedener Wappenbücher heraus.
Johann Andreas Tyroff heiratete am 4. April 1825 Catharina Rau († 24. November 1872). Der Überlieferung nach starben seine Frau und er am selben Tag,mit ihm erlosch die Familie Tyroff.

## Werke (Auswahl)
- Wappenbuch des gesammten Adels des Königreichs Baiern, Bände 11–26 (1838–1870)
- Wappenbuch der Preussischen Monarchie, 35 Bände (1828–1872)
- Wappenbuch der Österreichischen Monarchie, 39 Bände (1831-1872)
- Wappenbuch des gesammten Adels im Königreich Württemberg, 4 Bände (1844–1850)
- Wappenbuch des höheren Adels der deutschen Bundesstaaten, 18 Bände (1846–1865)
- Wappenbuch der Königlichen, Großherzoglichen und Herzoglich Sächsischen Staaten, 15 Bände (1848–1871)
- Wappenbuch sämmtlicher fürstlichen und gräflichen Häuser der österreichischen Monarchie, 14 Bände (1854–1865)